# نيك براون (تنس)
نيك براون (بالإنجليزية: Nick Brown)‏ مواليد 3 سبتمبر 1961 في تشيشير، إنجلترا، هو لاعب كرة مضرب بريطاني سابق وكان يلعب باليد اليمنى. أعلى تصنيف له في الفردي كان المركز الـ 145 في سنة 1989.

## روابط خارجية
- نيك براون على موقع رابطة محترفي التنس (الإنجليزية)
- نيك براون على موقع الاتحاد الدولي لكرة المضرب (الإنجليزية)
- نيك براون على موقع كأس ديفيز (الإنجليزية)
- نيك براون على موقع خلاصة التنس.كوم (الإنجليزية)